# Sempronia (sœur des Gracques)
Pour les articles homonymes, voir Sempronia.

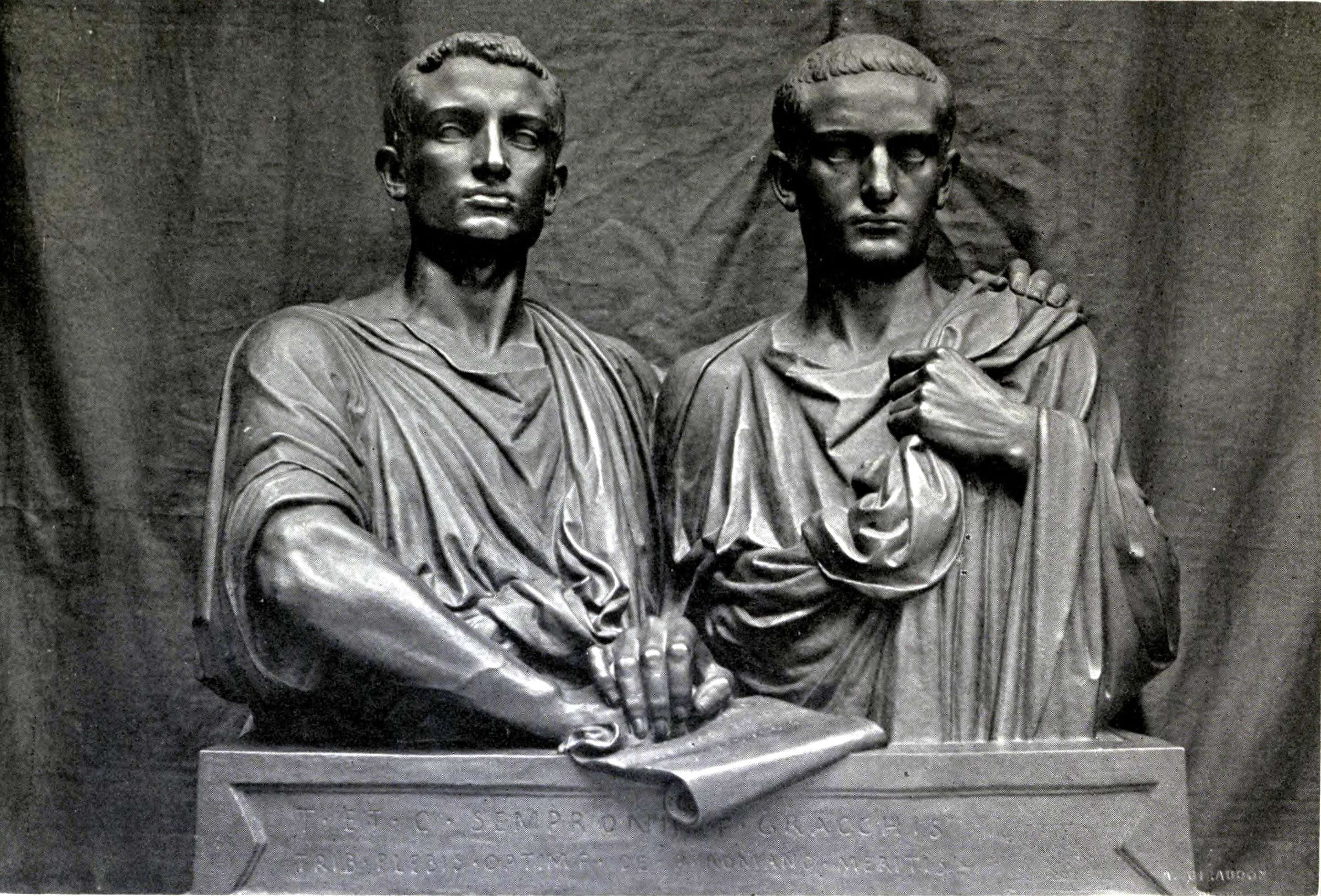
Eugène Guillaume - Les Gracques, frères de Sempronia.

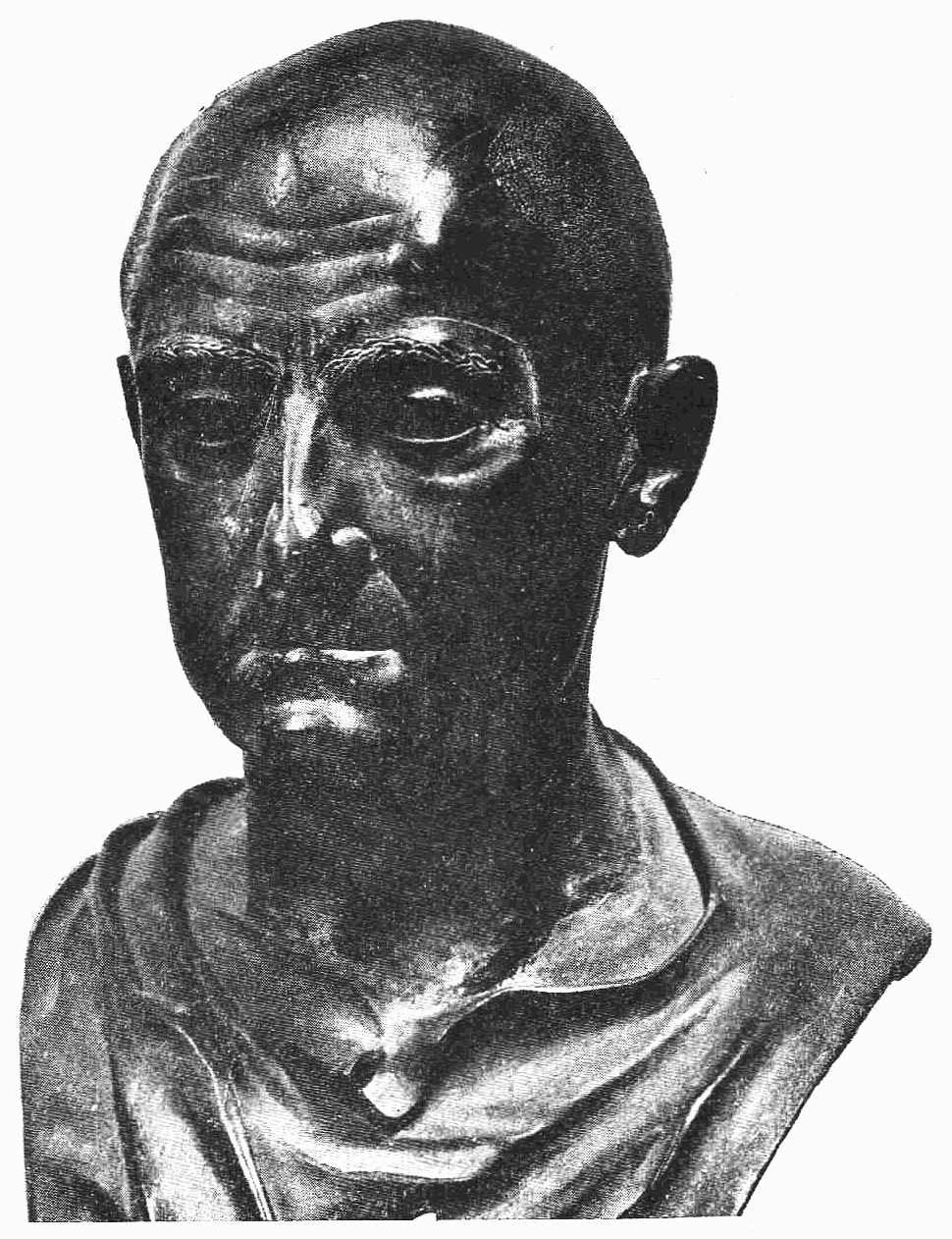
Scipion l'Africain, époux de Sempronia.

Sempronia (170 AC –  101) est une noble romaine de la fin de la République romaine, connue pour avoir été la sœur des Gracques, Tiberius Gracchus (mort en 133 AC) et Caius Gracchus (mort en 121 AC), et la femme du général romain Scipio Aemilianus.

## Contexte
Sempronia est la plus âgée et la dernière à avoir survécu des enfants du consul et censeur Tiberius Sempronius Gracchus et de sa femme Cornelia Africana,,. Ses jeunes frères sont les célèbres politiciens Tiberius Gracchus et Caius Gracchus engagés en faveur de réformes pour affaiblir le Sénat et renforcer la démocratie,. Ses grands-parents maternels sont le général romain Scipion l'Africain et son épouse Emilia Paulla ; son grand-oncle maternel est le général romain Lucius Æmilius Paullus Macedonicus. Son père est un général célèbre connu comme un censeur strict mais extrêmement populaire.
Sempronia est née à Rome vers 170 AC. Elle est élevée et éduquée par sa mère. Son père meurt subitement en 154 AC. Il est probable qu'il était encore en vie lorsque Sempronia est fiancée au cousin de sa mère Scipio Aemilianus Africanus,, Scipion l'Africain, son cousin germain par adoption (par son oncle maternel). À la mort de leur père, ses jeunes frères sont en partie élevés et éduqués dans la maison de Scipion. Il est riche, et fréquente un cercle littéraire avec des Romains connus dans l'histoire comme le Cercle des Scipions. Lorsque Sempronia a 17 ou 18 ans, et probablement en 151 AC (lorsque Scipion le Jeune part pour l'Espagne), elle semble avoir épousé Scipio Aemilianus. Il devient un célèbre général romain et connait un peu moins de succès par la suite en politique.

## Mariage
Certains comptes rendus historiques décrivent le mariage entre Scipion et Sempronia comme un mariage malheureux. Ils ne se témoignent pas d'affection l'un envers l'autre, et Scipion se plaint de son manque de beauté et de sa stérilité. Sempronia n'a pas eu d'enfants. On ne sait rien de sa vie privée ou de son caractère. Les mêmes comptes rendus font état du désaccord du couple sur le traitement que Scipion réserve à son jeune cousin et ancien pupille Tiberius Gracchus, qui a tenté de négocier le traité de Numance et de sortir un pan entier de l'armée romaine de la captivité. Scipion dénonce le traité au Sénat, et bien que Gracchus n'ait pas été puni, il en garde rancune envers Scipion et ses alliés. ll se rallie à l'adversaire politique de Scipion, Appius Claudius Pulcher, qui est Princeps Senatus et censeur en 136 AC ainsi qu'à d'autres hommes influents de l'entourage d'Appius et il devient tribun de la plèbe pour mettre en œuvre une réforme radicale susceptible de fragiliser la situation socio-économique et l'ordre politique.
En 133 AC Tiberius Gracchus et certains de ses disciples sont matraqués à mort à Rome. La foule de conservateurs qui l'attaque est dirigée par un proche parent de Sempronia et de Scipion, leur cousin Publius Cornelius Scipio Nasica Serapio, qui est Pontifex Maximus. Scipion est alors au loin, en Hispanie avec pour mission d'assiéger Numance. À son retour il est interpellé publiquement par Caius Papirius Carbo, proche des Gracques, qui l'invite à donner son avis sur le meurtre. Scipion condamne publiquement le meurtre, mais aurait fait remarquer que Tibère ayant essayé de se faire roi de Rome, la mort de Gracchus est justifiée par le mos maiorum. À l'époque, Scipion est soupçonné d'avoir soit organisé le meurtre soit participé à une conspiration.
Scipion est considéré indirectement responsable de la mort de son beau-frère, et démontre une incapacité certaine à poursuivre les personnes responsables de l'assassinat de ces citoyens romains dans le voisinage du Sénat. Ceci, ajouté à son manque de tact, conduit à une baisse de sa popularité parmi les électeurs romains. Cependant, il restera un orateur influent et efficace du Sénat.

## La mort de Scipio Aemilianus

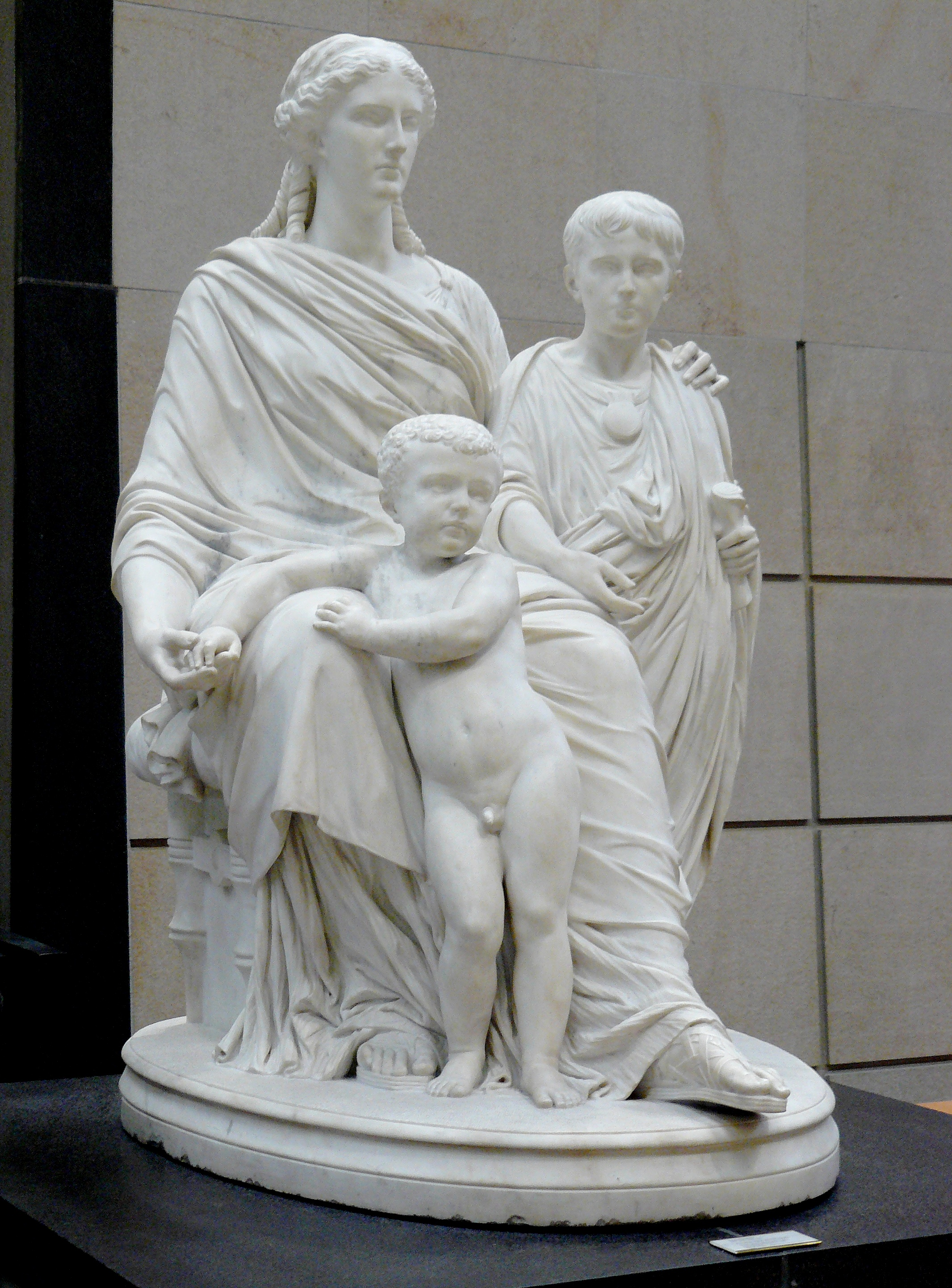
Jules Cavelier - Cornelia, mère des Gracques soupçonnée avec Sempronia de l'assassinat de Scipion l'Africain

En 129 AC, Scipion indique à des alliés de Gracchus, notamment au tribun Gaius Papirius Carbo, qu'il a l'intention de dénoncer officiellement les réformes de Tiberius Gracchus ; notamment les propositions concernant la réforme agraire. Carbo, alors tribun de la plèbe, est un partisan de longue date de Tiberius Gracchus, et à l'époque un ennemi de Scipion. Scipion retourne chez lui et se couche tôt, prévoyant une prise de parole cruciale le lendemain au Sénat. Le matin suivant, il est trouvé mort dans son lit. 
Il n'avait pas d'antécédents de maladie. Son corps est incinéré à la hâte, plutôt qu'enterré comme il est d'usage parmi les Scipions. La rumeur court qu'il a été assassiné. Son ex-femme Sempronia et sa mère Cornelia Africana sont soupçonnées. Toutefois, la façon dont Scipion est mort est inconnue, et aucune preuve ne permet de soupçonner Sempronia. La façon dont le Sénat a réagi à la mort soudaine d'un grand général peut être considérée comme suspecte.
Les recherches modernes suggèrent que si Scipion a bel et bien été assassiné, Carbo en est probablement responsable. L'historien et sénateur romain Cicero, qui écrit quelques décennies après en utilisant des sources proches de Scipio, indique que Sempronia est la première suspectée et désigne Carbo comme coupable ; mais il est incertain en ce qui concerne le fait que Sempronia aurait permis à Carbo d'accéder à la chambre de Scipion. Ceux qui pensent que Scipion a été assassiné pointent en général une autre mort suspecte, celle d'un autre cousin, Publius Cornelius Scipio Nasica Serapio qui bien que Pontifex Maximus, est envoyé en Asie mineure par le Sénat et meurt mystérieusement à Pergame en 132 AC.

## Fin de vie
Sempronia vit avec sa mère après la mort de son mari. Après la mort en 121 AC de son jeune frère, devenu l'héritier de Tibère (dont les trois fils sont tous morts jeunes), ses biens sont confisqués par le Sénat. Sa mère Cornelia Africana meurt plus tard dans l'année, léguant ses biens par dérogation spéciale à sa petite-fille Sempronia. Sempronia est encore en vie en 102-101 AC, moment où elle forcée de témoigner au tribunal par une personne qui prétend être le fils illégitime de Tiberius Gracchus, ce qu'elle nie avec indignation,.